# Gewa Karmel
Gewa Karmel (hebr. גבע כרמל) – moszaw położony w Samorządzie Regionu Chof ha-Karmel, w dystrykcie Hajfa, w Izraelu.

## Położenie
Moszaw Gewa Karmel leży w północnej części równiny Szaron na południe od masywu Góry Karmel, w otoczeniu moszawu Cerufa, kibuców En Karmel i Newe Jam, oraz wioski Atlit.

## Historia
Pierwotnie w miejscu tym znajdowała się arabska wioska Dżaba. Podczas I wojny izraelsko-arabskiej w 1948 roku, położone w tym obszarze trzy arabskie wioski Ajn Ghazal, Idżzim i Jaba nazywano „Małym Trójkątem”. Wioski te odmówiły współpracy z Arabską Armią Wyzwoleńczą, ale jednocześnie odmawiały zawarcia porozumienia z Izraelczykami. Ze względów bezpieczeństwa wszystkie żydowskie konwoje musiały omijać ten obszar i wybierały dłuższą drogę przez położoną na wschodzie wadi Milk. Droga ta przebiegała stosunkowo blisko pozycji wojsk irackich i również była niebezpieczna. Podczas operacji Szoter w dniu 26 lipca 1948 roku wioska Jaba została zdobyta. Po ustaniu walk wysiedlono mieszkańców wioski, a następnie wyburzono domy. Współczesny moszaw został założony w 1949 roku przez imigrantów z Turcji i Tunezji.

## Sport i kultura
W moszawie znajduje się dom kultury oraz ośrodek sportowy z boiskiem do piłki nożnej.

## Gospodarka
Gospodarka moszawu opiera się na intensywnym rolnictwie, uprawach w szklarniach i sadownictwie. Znajduje się tutaj firma Zikukit-Garber Ltd. specjalizująca się w efektach pirotechnicznych. Spółka YazaMedia Ltd. produkuje różnorodne gadżety reklamowe i przygotowuje kampanie promocyjne.

## Komunikacja
Wzdłuż zachodniej granicy moszawu przebiega autostrada nr 2, brak jednak możliwości wjazdu na nią. Przy wschodniej granicy moszawu przebiega droga ekspresowa nr 4. Lokalna droga prowadząca na południe prowadzi do moszawu Cerufa, a lokalna droga prowadząca na wschód, a następnie wzdłuż autostrady nr 2 na północ prowadzi do kibuców En Karmel i Newe Jam, oraz wioski Atlit.